# Todd Black
Todd Black (9 de fevereiro de 1960) é um produtor de cinema estadunidense. Conhecido por The Pursuit of Happyness, The Equalizer, Southpaw, The Magnificent Seven e Fences, o qual lhe rendeu indicação ao Oscar 2017 pela realização do filme Fences.

## Prêmios e indicações
- Pendente: Oscar de melhor filme, por Fences.